# Матипу (язык)
Матипу (Mariape-Nahuqua, Matipu, Matipuhy) — мёртвый индейский язык, который относится к южноамазонской группе карибской языковой семьи, на котором раньше говорил народ матипу, который проживает в национальном парке Шингу в Бразилии. Также у матипу есть диалекты матипухи и нахукуа (нафуква, нахуква). В настоящее время народ матипу говорит на языке амонап (куйкуро-калапало).